# Дуброва (Верховське сільське поселення)
Дубро́ва (рос. Дуброва) — присілок у складі Тарногського району Вологодської області, Росія. Входить до складу Верховського сільського поселення.

## Населення
Населення — 1 особа (2010; 14 у 2002).
Національний склад (станом на 2002 рік):
- росіяни — 100 %